# Ultima stagione
Ultima stagione è il primo EP del gruppo musicale italiano Rovere, pubblicato il 25 ottobre 2019 da Sony Music Italia.

## Tracce
1. Stupido Clark Kent – 3:36
2. Come ha fatto Jon – 3:40
3. Wi-Fi – 3:00

Durata totale: 10:16

## Formazione
- Nelson Venceslai – voce
- Luca Lambertini – chitarra
- Lorenzo Stivani – tastiere, synth e percussioni